# 그레이트 오션 로드

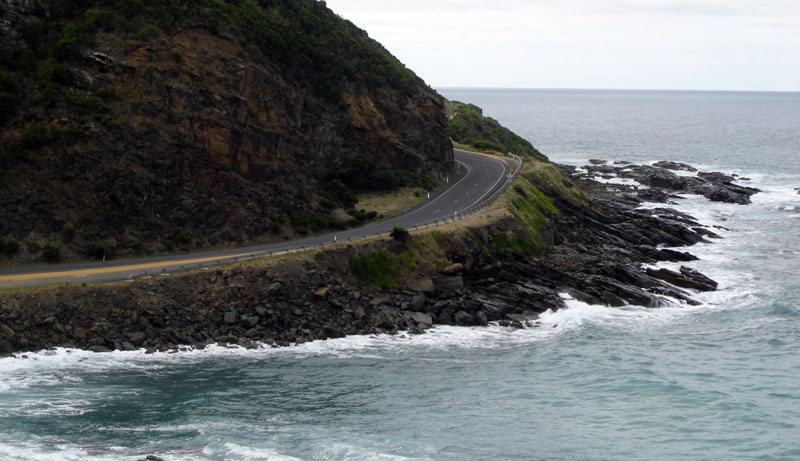
그레이트 오션 로드

그레이트 오션 로드(Great Ocean Road)는 오스트레일리아 빅토리아 주의 토키와 앨런스퍼드 사이에 있는 도로이며, 243 km 의 길이로 오스트레일리아 남동부 해안가를 따라 이어져 있다. 1919년에서 1932년 사이에 귀환한 군인들 주도로 건설되었으며, 제1차 세계 대전 중에 사망한 군인들을 기리기 위해 세워진 전쟁 기념물 이기도 하다. 석회암 바위가 오랜 시간동안 파도에 침식되어 만들어진 해안 절벽과 12사도 바위 등 다양한 지형이 펼쳐져 있다.
동쪽 Torquay에서 서쪽 Allansford까지 이어진 해안도로이며, 맬번에서 종착지로 여겨지는 Port Campbell까지 4시간가량 소요된다. Anglesea, Lorne, Apollo Bay, Port Campbell 지역을 지나며, Bells Beach, Loch Ard Gorge(로크아드 고지), The Grotto(작은 동굴), London Arch(런던 브릿지), The Twelve Apostles(12사도) 등 멋진 자연의 절경을 감상할 수 있다.

## 같이 보기
- 12사도 바위